# العلاقات العمانية اللاوسية
العلاقات العمانية اللاوسية هي العلاقات الثنائية التي تجمع بين سلطنة عمان ولاوس.

## مقارنة بين البلدين
هذه مقارنة عامة ومرجعية للدولتين:
| وجه المقارنة                                              | سلطنة عمان    | لاوس        |
| --------------------------------------------------------- | ------------- | ----------- |
| المساحة (كم2)                                             | 309.50 ألف    | 236.80 ألف  |
| عدد السكان (نسمة)                                         | 4.64 مليون    | 6.86 مليون  |
| الكثافة السكانية (ن./كم²)                                 | 14.99         | 28.97       |
| العاصمة                                                   | مسقط          | فيينتيان    |
| اللغة الرسمية                                             | اللغة العربية | اللغة اللاو |
| العملة                                                    | ريال عماني    | كيب لاوي    |
| الناتج المحلي الإجمالي (بليون دولار)                      | 72.64 مليار   | 16.85 مليار |
| الناتج المحلي الإجمالي (تعادل القوة الشرائية) بليون دولار | 179.49 مليار  | 38.71 مليار |
| الناتج المحلي الإجمالي الاسمي للفرد دولار أمريكي          | 15.55 ألف     | 1.82 ألف    |
| الناتج المحلي الإجمالي للفرد دولار أمريكي                 | 38.63 ألف     |             |
| مؤشر التنمية البشرية                                      | 0.793         | 0.575       |
| رمز المكالمات الدولي                                      | +968          | +856        |
| رمز الإنترنت                                              | عمان          | .la         |
| المنطقة الزمنية                                           | ت ع م+04:00   | ت ع م+07:00 |

## منظمات دولية مشتركة
يشترك البلدان في عضوية مجموعة من المنظمات الدولية، منها:
| علم المنظمة | اسم المنظمة                        | تاريخ انضمام سلطنة عمان | تاريخ انضمام لاوس |
| ----------- | ---------------------------------- | ----------------------- | ----------------- |
|             | مؤسسة التنمية الدولية              | 1973                    | 28 أكتوبر 1963    |
|             | يونسكو                             | 10 فبراير 1972          | 9 يوليو 1951      |
|             | وكالة ضمان الاستثمار متعدد الأطراف | 1989                    | 5 أبريل 2000      |
|             | الأمم المتحدة                      | 7 أكتوبر 1971           | 14 ديسمبر 1955    |
|             | البنك الدولي للإنشاء والتعمير      | 1971                    | 5 يوليو 1961      |
|             | منظمة حظر الأسلحة الكيميائية       | ?                       | ?                 |
|             | مؤسسة التمويل الدولية              | 1973                    | 29 يناير 1992     |
|             | منظمة الشرطة الجنائية الدولية      | ?                       | ?                 |

## وصلات خارجية
- موقع وزارة الخارجية العمانية
- موقع وزارة الخارجية اللاوسية